# Liste der Monuments historiques in Latoue
Die Liste der Monuments historiques in Latoue führt die Monuments historiques in der französischen Gemeinde Latoue auf.

## Liste der Bauwerke
| Bezeichnung              | Beschreibung                  | Standort        | Kennzeichnung | Schutzstatus | Datum | Bild |
| ------------------------ | ----------------------------- | --------------- | ------------- | ------------ | ----- | ---- |
| Schloss                  | Erbaut ab dem 11. Jahrhundert | (Lage)          | PA00094364    | Inscrit      | 1979  |      |
| Waschhaus und Viehtränke | Erbaut 1880                   | Lamoulan (Lage) | PA00094365    | Inscrit      | 1988  |      |